# Rage for Order
Rage for Order – album grupy Queensrÿche wydany w 1986 roku.

## Lista utworów
1. „Walk in the Shadows” – 3:34
2. „I Dream in Infrared” – 4:18
3. „The Whisper” – 3:36
4. „Gonna Get Close to You” – 4:37
5. „The Killing Words” – 3:56
6. „Surgical Strike” – 3:23
7. „Neue Regel” – 4:55
8. „Chemical Youth (We Are Rebellion)” – 4:15
9. „London” – 5:06
10. „Screaming in Digital” – 3:37
11. „I Will Remember” – 4:25

## Twórcy
- Geoff Tate – śpiew, instrumenty klawiszowe
- Chris DeGarmo – gitara, wokal wspierający
- Michael Wilton – gitara, wokal wspierający
- Eddie Jackson – gitara basowa, wokal wspierający
- Scott Rockenfield – perkusja
- Neil Kernon – instrumenty klawiszowe